# ريان مادورو
ريان مادورو (بالإنجليزية: Ryan Maduro)‏ (6 أبريل 1986 ببروفيدنس في الولايات المتحدة - ) هو لاعب كرة قدم أمريكي في مركز الوسط. لعب مع نادي فيلكير ونيويورك ريد بولز وFC London ‏ وBoston Rams ‏ وRhode Island Oceaneers ‏ وRhode Island Stingrays ‏.

## وصلات خارجية
- ريان مادورو على موقع الدوري الأمريكي (الإنجليزية)
- ريان مادورو على موقع قاعدة بيانات كرة القدم.إي يو (الإنجليزية)